# 彰德軍節度使
昭德軍節度使，後改稱彰德軍節度使，五代初後梁在今河南省安陽市設立的節度使，梁貞明元年（915年）三月設立，設立原因是為削弱魏州天雄軍節度使的勢力。下領相、澶、衛3州。貞明二年（916年）八月，後梁相州昭德軍節度使張筠被晋王李存勖攻打，棄城而走，昭德軍至此廢除。
後晉天福三年（938年）十一月，析鄴都留守所領相州置彰德軍節度使。下領相州、澶州及衛州。後晉開運元年（944年）八月，分澶州置鎮寧軍節度使，割衛州益滑州義成軍節度使。至後周，彰德軍僅領相州1州。

## 歷代節度使
昭德軍
- 張筠（915-916）

彰德軍
- 王廷胤（938-939）
- 桑维翰（939-940）
- 劉處讓（940-941）
- 郭謹（942-944）
- 刘在明（945）
- 張彥澤（945-947）
- 高唐英（契丹任，947）
- 梁晖（947）
- 王繼弘（947-948）
- 郭謹（948-950）
- 张彦成（950-951）
- 李筠（952-952）
- 白重赞（952-953）
- 王進（953-954）
- 王饒（954-958）
- 王晖（958-959）
- 王全斌（959）
- 王饒（960）
- 罗彦瓌（961-964）
- 祁廷训（964）
- 韩重赟（967-974）
- 焦继勋（976）
- 李汉琼（977）